# Chiesa di San Nicolò (Savoca)
La chiesa di San Nicolò è una chiesa di Savoca, edificata nel XIII secolo.

## Storia

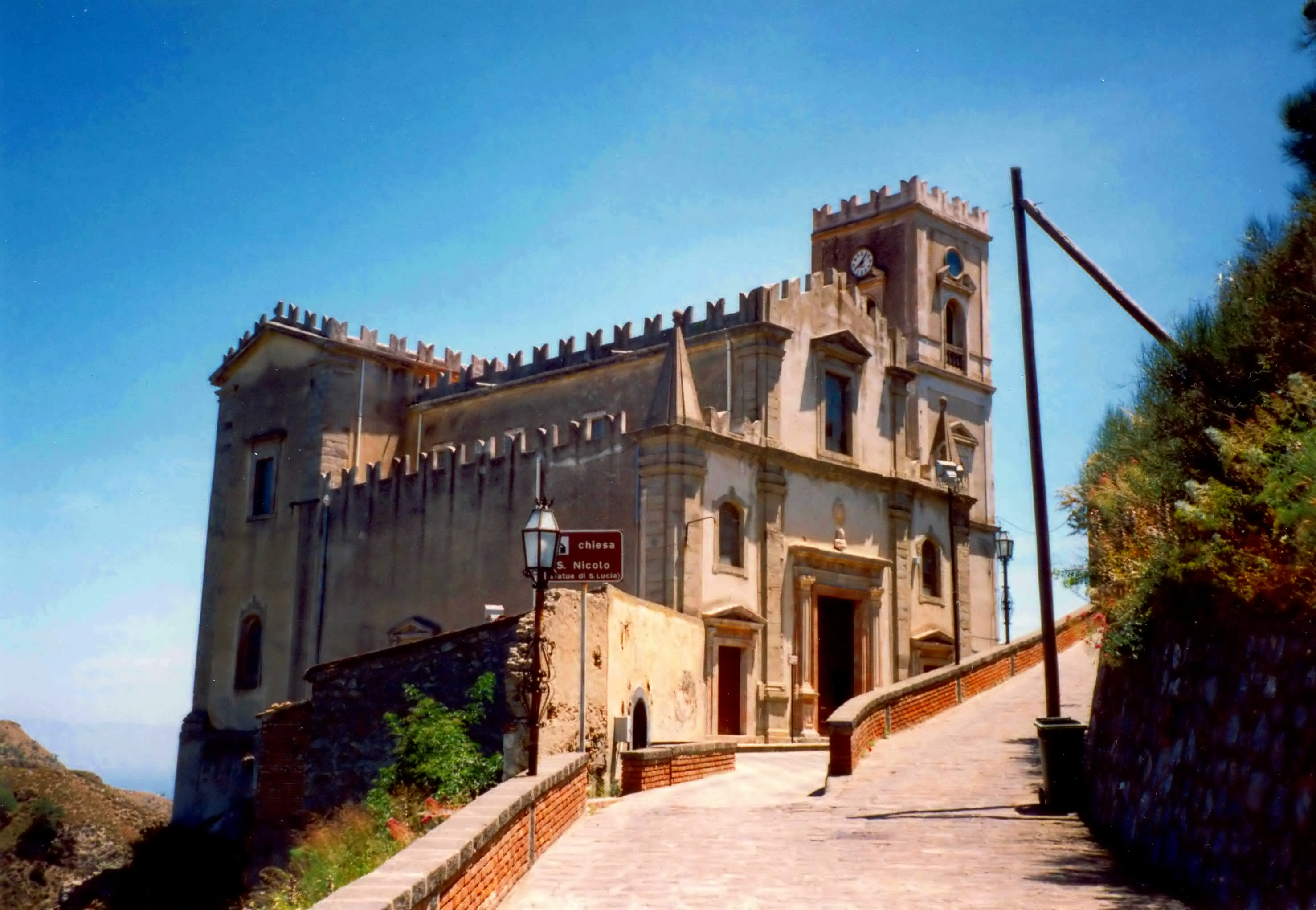
Chiesa di San Nicolò, vista d'insieme

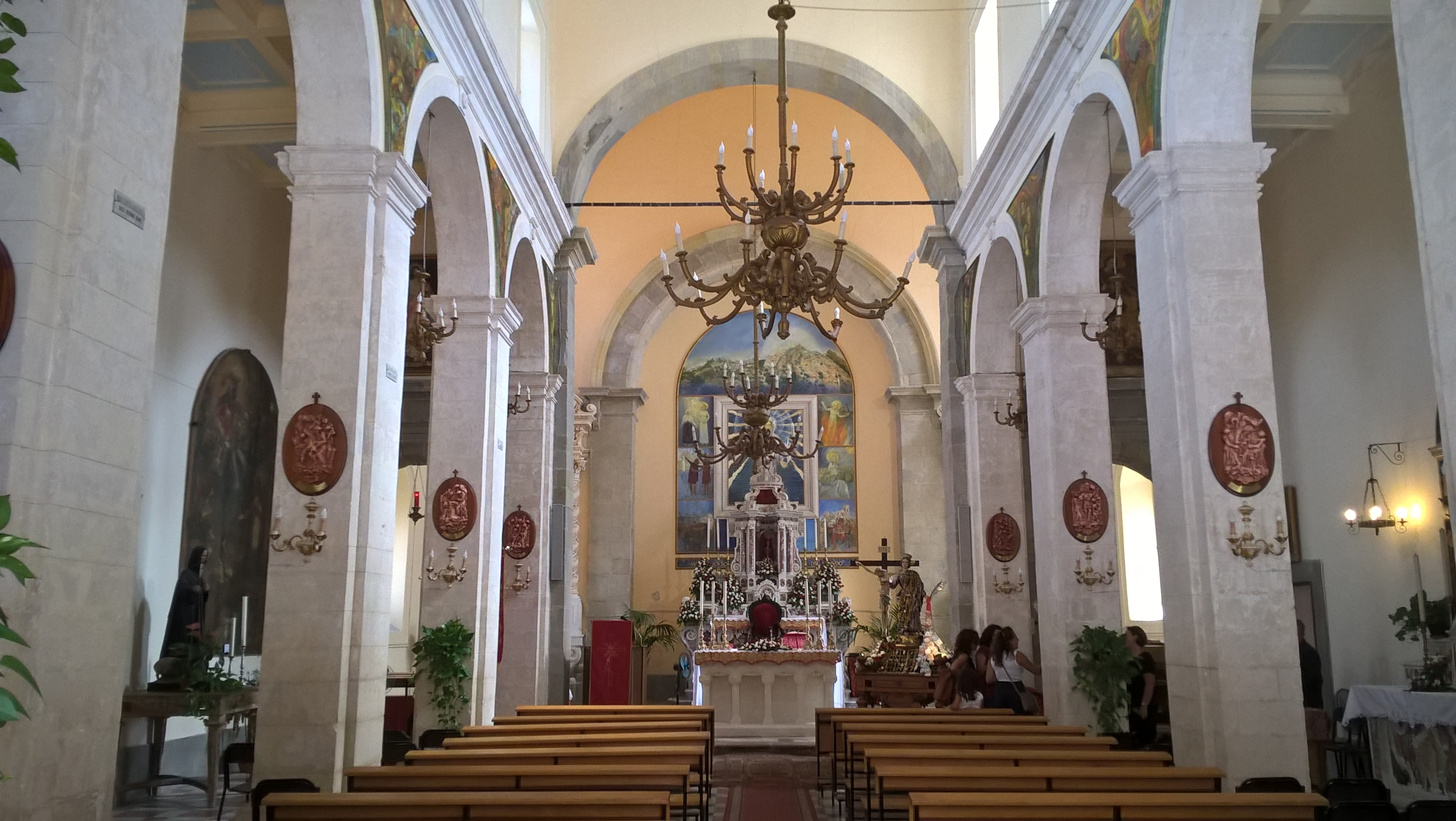
La navata centrale della chiesa

Venne edificata nel XIII secolo e, come testimonia un antico documento datato 1308, vi officiarono la Divina Liturgia numerosi cappellani greci. Originariamente, gli interni erano riccamente adornati con affreschi in stile siculo-normanno risalenti al XIII secolo.
Nei secoli scorsi (fino alla fine del XIX secolo) era chiesa parrocchiale, sotto la cui giurisdizione erano poste anche le piccole cappelle di quella che fu (fino al 1854) la Marina di Savoca.
Secondo fonti archivistiche risalenti al 1676, all'interno di questa chiesa, ogni anno, l'ultima domenica di agosto, si tenevano le elezioni dei Giurati e del Sindaco di Savoca. È infine documentato, in questa chiesa, il culto di Santa Barbara, di cui oggi non resta traccia alcuna.

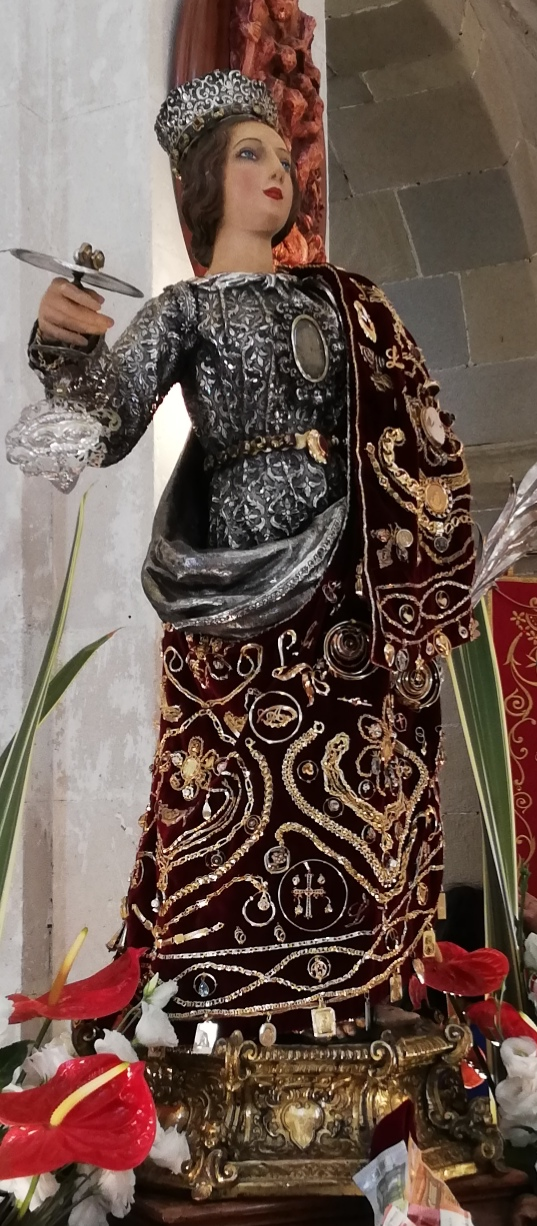
La statua argentea di Santa Lucia realizzata da ignoto argentiere messinese nel 1666

È stata oggetto di due importanti restauri: il primo alla fine del XV secolo (effettuato, secondo la tradizione orale, ad opera dell'architetto savocese messer Pietro Trimarchi (1465-1534) ma non vi sono fonti attendibili) e il secondo nei primi anni del XVIII secolo (forse perché danneggiata dal terremoto del 1693) che ne hanno profondamente modificato la fisionomia originaria; di conseguenza l'edificio sacro presenta oggi un'architettura settecentesca. La chiesa di San Nicolò ha avuto una grande valenza storico-sociale anche perché, a partire dal Medioevo e fino al XIX secolo, al suo esterno (nell'area del sagrato frontale e laterale) hanno trovato sepoltura i cittadini savocesi appartenenti ai ceti popolari. Ancora oggi, sotto il piano di calpestio della piazzetta che circonda la chiesa, esistono (ma non sono visibili) le cripte-ossuario che contengono i resti mortali di centinaia di popolani savocesi vissuti e deceduti tra il XIV ed il XIX secolo.
Il terremoto del 1908 danneggiò la chiesa, che dovette subire un ulteriore restauro.
Nel mese di agosto del 1970, sul sagrato di questo edificio sacro vennero girate alcune celebri scene del film Il Padrino di Francis Ford Coppola. L'ultimo restauro della chiesa risale al 1981.

## Descrizione

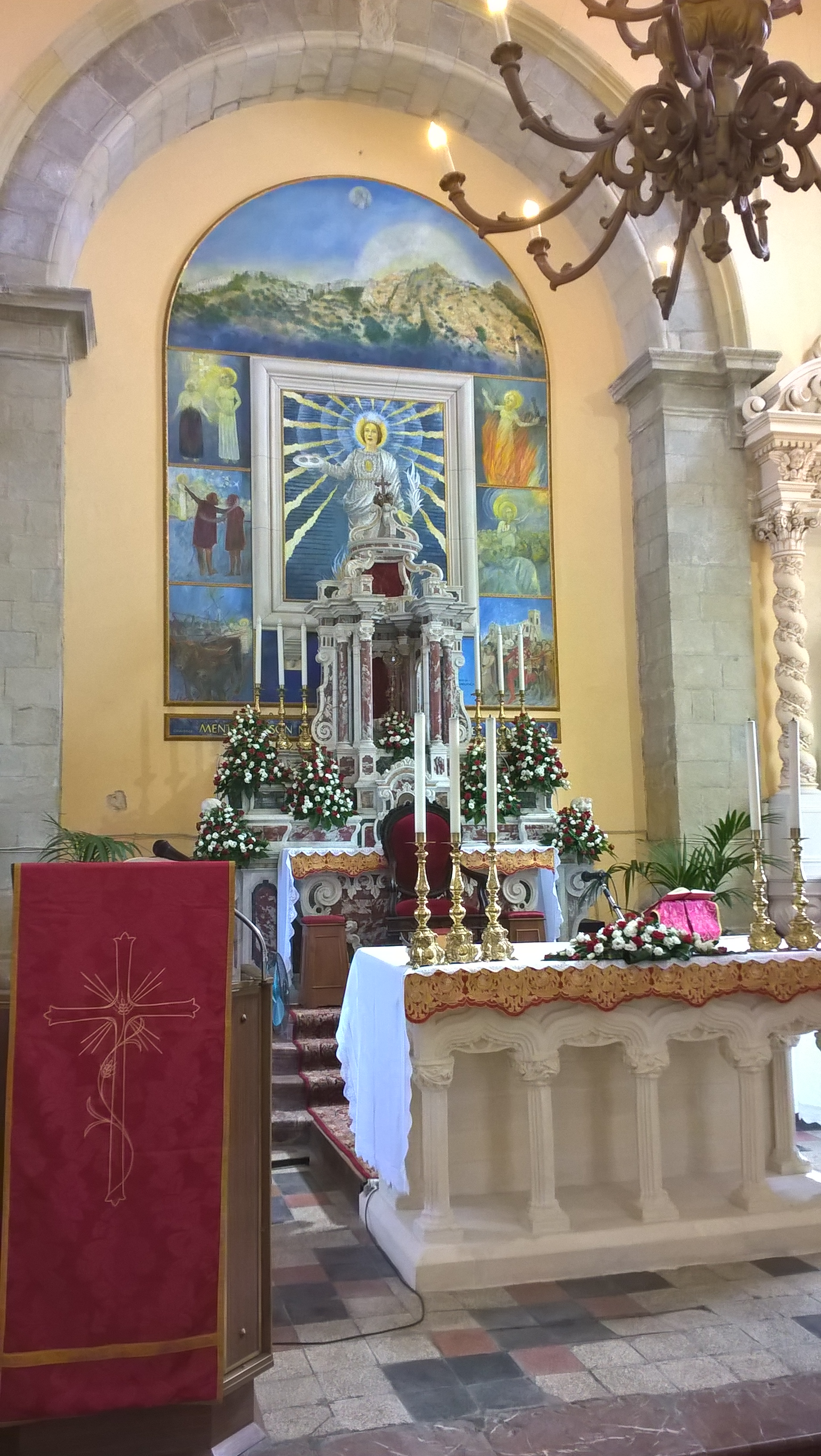
Altare Maggiore

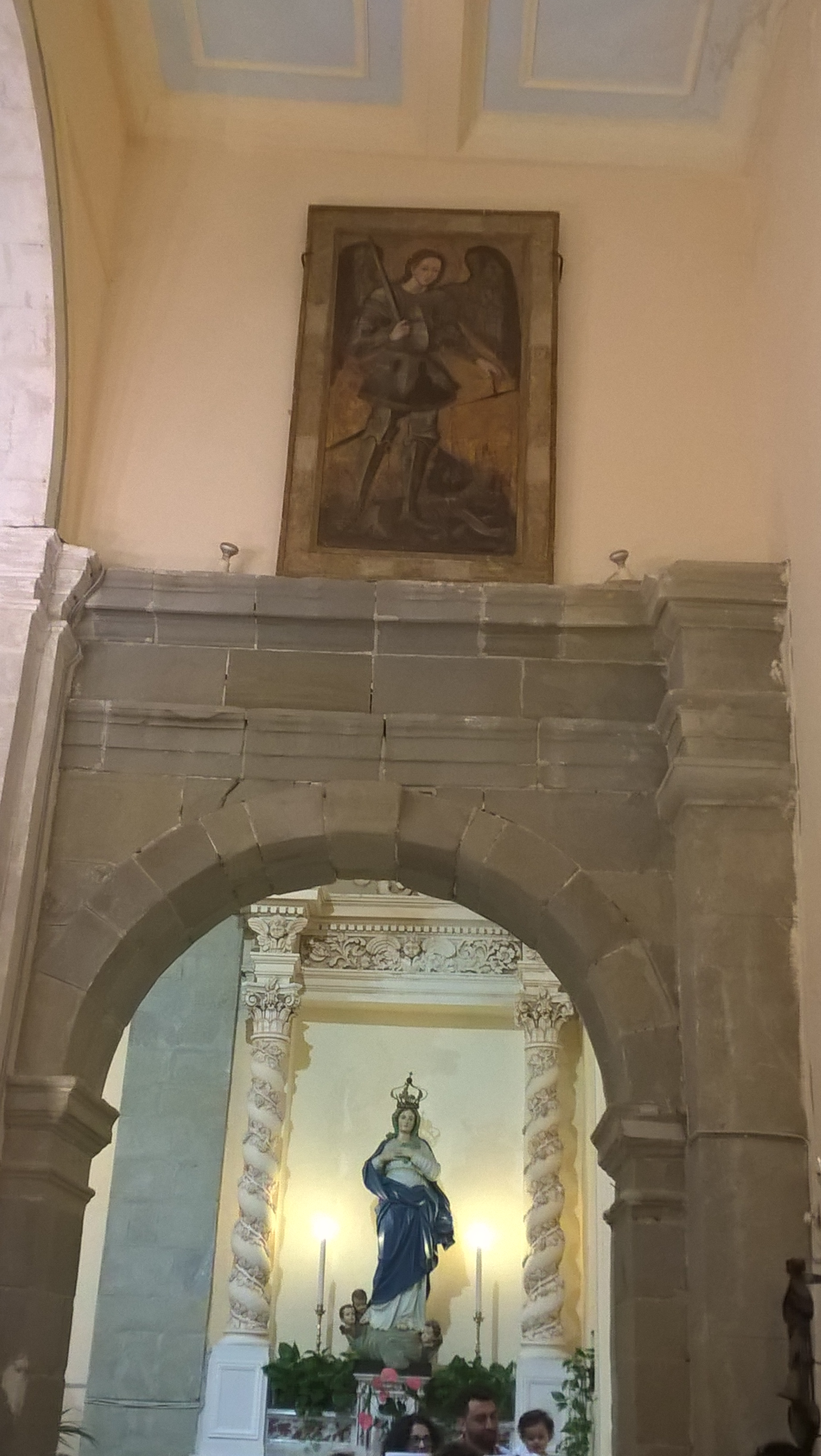
Navata laterale destra e Tavola di San Michele Arcangelo del XIV secolo

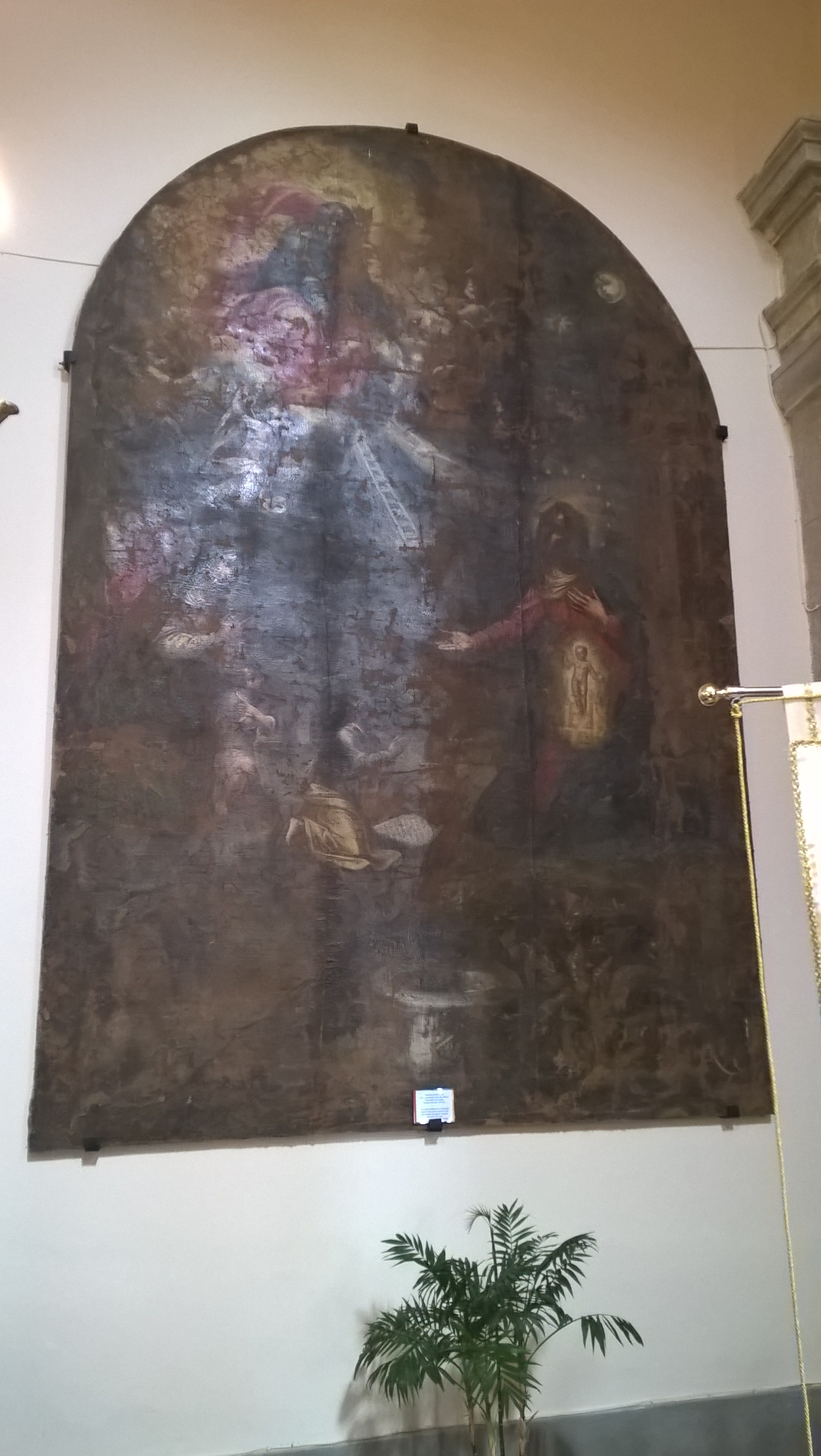
La Madonna del Parto. Pala d'altare di Gaspare Camarda del 1623

Panoramica aerea della chiesa e del quartiere circostante (1980)

Ha un caratteristico stile merlato che la fa somigliare ad una fortezza. Sorge in una posizione panoramica, protesa in direzione di un profondo dirupo. Accanto alla chiesa sono visibili i resti della cripta, crollata a causa di una frana verso il 1943. La costruzione è a tre navate con colonne di granito sormontate da capitelli; è dotata di altari di marmo pregiato e opere di scultura e di pittura di indubbio valore artistico e storico.

## Opere contenute
Questa chiesa ospita alcune importanti opere scultoree e pittoriche provenienti dalla seicentesca Chiesa dell'Immacolata (oggi centro filarmonico) e dalla quattrocentesca Chiesa di Santa Lucia con annesso convento domenicano crollati a causa di una frana nel 1880; proprio per tale motivo quest'edificio sacro oggi viene comunemente appellato chiesa di Santa Lucia.
L'opera più antica, è sicuramente la trecentesca tavola raffigurante San Michele Arcangelo, che, secondo una leggenda, verso la fine del XV secolo, venne rocambolescamente rubata dai savocesi agli abitanti di Forza d'Agrò. Fino al secolo scorso era custodita all'interno dell'omonima chiesa savocese.
Degna di attenzione è un'antica grande tela (366x242), opera di Gaspare Camarda del 1623, raffigurante la Madonna del Parto, commissionata dalla famiglia Trischitta; originariamente posta nella vicina Chiesa dell'Immacolata (oggi centro filarmonico), venne qui collocata durante il secolo scorso, quando questa andò in rovina.
Interessante risulta la statua lignea di san Vincenzo Ferreri, realizzata dallo scultore gangitano Filippo Quattrocchi nella seconda metà del XVIII secolo, anche detta opera scultorea era custodita nel convento domenicano, venendo qui trasferita dopo il crollo di questo nel 1880.
Di valore inestimabile risulta il preziosissimo simulacro in argento cesellato raffigurante santa Lucia da Siracusa, realizzato nel 1666, su commissione della Confraternita di Santa Lucia, da ignoto argentiere messinese.
Pregevoli appaiono le statue lignee della Madonna del Carmelo (anch'essa opera di Filippo Quattrocchi) di sant'Antonio Abate e di san Michele Arcangelo, risalenti al XVIII secolo.
Un piccolo busto marmoreo quattrocentesco, raffigurante la Martire siracusana troneggia al centro della facciata, sull'architrave del portale centrale.
Recentemente il monumento è stato arricchito con opere d'arte del maestro Licinio Fazio (dipinti su legno aventi per oggetto episodi biblici), dell'artista tedesco Siegmund Wagner (dipinti su tela raffiguranti santa Lucia ed il suo martirio) e dell'artista savocese Carmelo Salemi Scarcella (1937-2019) (riproduzioni in terracotta delle stazioni della Via Crucis). Da non dimenticare la statua lignea di Santa Lucia eseguita dallo scultore Reginaldo D'Agostino. A destra della chiesa sorge una torre campanaria sormontata da orologio.